# Antonio Daveluy
Marie-Nicolas-Antoine Daveluy (16 de marzo de 1818 - 30 de marzo de 1866) fue un obispo, misionero y santo francés.

## Biografía
Antoine Daveluy nació el 16 de marzo de 1818 en Amiens, Francia. Su padre era propietario de una fábrica, concejal de la ciudad y funcionario del gobierno. Los miembros de su familia eran devotos católicos y dos de sus hermanos se convirtieron en sacerdotes. Entró en el Seminario de San Sulpicio en Issy-les-Moulineaux en octubre de 1834 y fue ordenado sacerdote el 18 de diciembre de 1841.
Su primer destino fue como coadjutor en Roye. A pesar de su mala salud, se unió a la Sociedad de las Misiones Extranjeras de París el 4 de octubre de 1843. Partió para el lejano oriente, el 6 de febrero de 1844, con la intención de servir como misionero en las islas Ryūkyū de Japón. Llegó a Macao, donde fue persuadido por el recién nombrado vicario apostólico de Corea Jean-Joseph-Jean-Baptiste Ferréol, para que lo acompañara en su lugar. Los dos se unieron a Andrés Kim Taegon, un coreano seminarista que había estado estudiando para el sacerdocio en Macao. Primero viajó a Shanghái, donde el obispo Ferréol ordenó al padre Kim el 17 de agosto de 1845. Luego, los tres sacerdotes hicieron una travesía por el mar tormentoso de Corea, llegando a la provincia de Chungcheong en octubre.
El padre Daveluy comenzó a trabajar como misionero en Corea al adquirir fluidez con el idioma. Escribió un diccionario coreano-francés y otros libros acerca de la Iglesia católica y su historia en Corea. El 13 de noviembre de 1855, el papa Pío IX lo nombró obispo titular de Acre y coadjutor del obispo Siméon-François Berneux, que había sido nombrado vicario apostólico en 1854 después de la muerte del obispo Ferréol en 1853. Fue consagrado por el obispo Berneux el 25 de marzo de 1857.
Después, el obispo Berneux fue ejecutado durante una campaña del gobierno coreano contra los católicos. El obispo Daveluy se convirtió en vicario apostólico el 8 de marzo de 1866.  Fue detenido inmediatamente el 11 de marzo. Encarcelado y torturado, defendió firmemente su fe católica. Condenado a muerte, pidió ser ejecutado el Viernes Santo 30 de marzo. Fue decapitado en una base naval de Corea en Galmaemot (갈매못), cerca de la actual Boryeong, junto con dos sacerdotes franceses, Pierre Aumaître y Martin-Luc Huin, y los catequistas laicos Lucas Hwang Sŏk-tu (asistente personal del obispo Daveluy) y Joseph Chang Chu-gi. Los cinco fueron canonizados el 6 de mayo de 1984, junto con el padre de Kim, el obispo Berneux y otros 96 mártires coreanos.

## Véase también

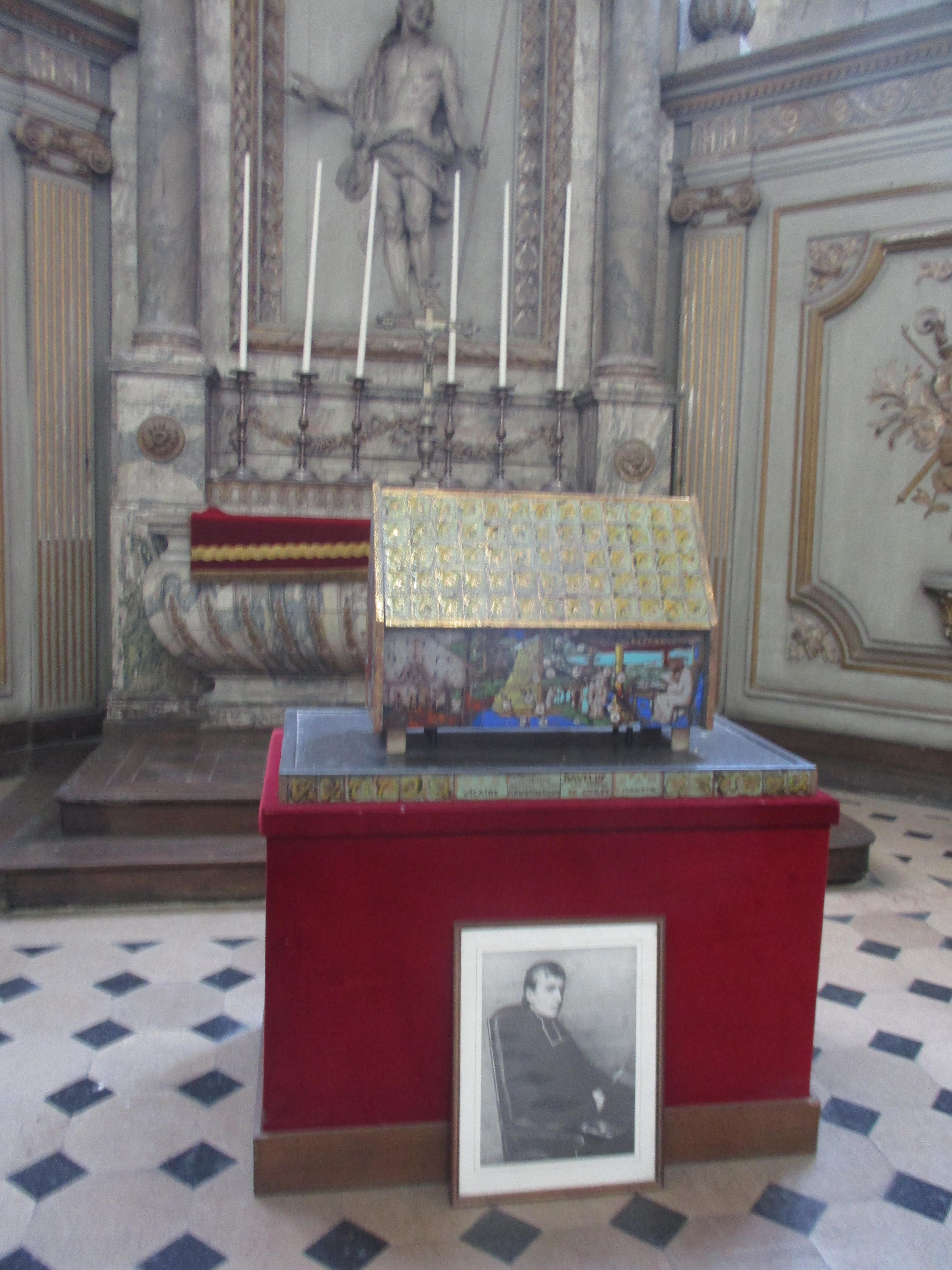
Reliquario de S. Antonio Daveluy (catedral de Nuestra Señora, Amiens).